# Carduus mixtus
Carduus mixtus là một loài thực vật có hoa trong họ Cúc. Loài này được mô tả khoa học đầu tiên năm 1893.